# Ермошина, Лидия Михайловна
Ли́дия Миха́йловна Ермо́шина, урождённая Горкове́нко (бел. Лідзія Міхайлаўна Ярмошына [Гаркавенка]; род. 29 января 1953, Слуцк, Минская область, БССР, СССР) — белорусский государственный деятель. Член Центральной комиссии Республики Беларусь по выборам и проведению республиканских референдумов (1992—1996), председатель комиссии (1996—2021). Заслуженный юрист Республики Беларусь (2003). Почётный гражданин города Бобруйска (2017).

## Биография
Родилась в семье военнослужащего. В 1975 году окончила юридический факультет Калининградского государственного университета. Работала юрисконсультом (1975—1987) торговых и промышленных предприятий Калининграда и Бобруйска, помощником прокурора Октябрьского района Калининграда (1987—1988), председателем юридической службы Бобруйского горисполкома (1988—1996). С 1992 года входила в состав Центральной избирательной комиссии Республики Беларусь.
6 декабря 1996 года в нарушение Конституции Республики Беларусь, обязывающей президента согласовывать утверждение председателей ЦИК с Советом Республики (ст. 84, п. 9), была назначена распоряжением Александра Лукашенко на пост председателя Центризбиркома вместо прежнего главы ЦИК Виктора Гончара — активного критика итогов республиканского референдума 24 ноября 1996 года. 16 сентября 1999 года Виктор Гончар и его друг бизнесмен Анатолий Красовский пропали без вести в Минске. Согласно результатам расследования, обнародованным в 2004 году спецдокладчиком Парламентской ассамблеи Совета Европы (ПАСЕ) Христосом Пургуридесом, а также признанию экс-сотрудника белорусского МВД Юрия Гаравского в интервью ТРК Deutsche Welle от 16 декабря 2019 года, Гончар, Красовский и бывший министр внутренних дел Республики Беларусь Юрий Захаренко, бесследно исчезнувший в Минске 7 мая 1999 года, были похищены и убиты специальным отрядом быстрого реагирования (СОБР) внутренних войск МВД РБ под командованием подполковника Дмитрия Павличенко с ведома руководства страны.
В дальнейшем Лидия Ермошина трижды переназначалась на должность председателя ЦИК — 21 декабря 2001 года, 26 декабря 2006 года, 13 декабря 2011 года и 21 декабря 2016 года, занимая эту должность  до 13 декабря 2021 года.

## Международные санкции
13 декабря 2004 года, вскоре после парламентских выборов и референдума, Ермошину внесли в санкционный список Евросоюза. Эти санкции были приостановлены 13 октября 2008 года.
19 июня 2006 года, через несколько месяцев после президентских выборов в Белоруссии, США внесли Ермошину в список специально обозначенных граждан и заблокированных лиц.
31 января 2011 года была снова внесена в санкционный список Евросоюза в связи с фальсификацией президентских выборов 19 декабря 2010 года в Беларуси и жестоким подавлением политической оппозиции, гражданского общества и представителей независимых средств массовой информации. Европейские санкции были приостановлены 29 октября 2015 года и сняты 15 февраля 2016 года.
31 августа 2020 года в числе 30 высших государственных чиновников Республики Беларусь была объявлена персоной нон грата в странах Балтии (в Эстонии сроком на пять лет, в Латвии и Литве бессрочно) как лицо, причастное к фальсификации выборов президента Беларуси 9 августа и насильственному подавлению мирных протестов. 2 октября 2020 года Лидия Ермошина и 39 других высокопоставленных белорусских функционеров, включая сотрудников ЦИК РБ и руководителей силовых ведомств, вошли в санкционный список Евросоюза из-за фальсификаций на выборах президента страны, недопущения оппозиционных кандидатов к участию в выборах и препятствования работе независимых наблюдателей на участках. Кроме того, Ермошину в свои санкционные списки включили Великобритания, Канада, Швейцария. 20 ноября к октябрьскому пакету санкций ЕС присоединились Албания, Исландия, Лихтенштейн, Норвегия, Северная Македония, Черногория и Украина.

## Семья
Дважды разведена. Сын Алексей (1977—2017) работал юристом, умер в возрасте 40 лет. Причины смерти официально не разглашались. За неделю до смерти сына Ермошиной погиб в ДТП её племянник и близкий друг Алексея Ермошина — живший в Бобруйске хоккеист Вадим Капустин.
Есть сестра, проживающая в Москве.

## Награды
- Заслуженный юрист Республики Беларусь (7 апреля 2003) — «за большой личный вклад в развитие и совершенствование избирательной системы республики, подготовку законодательных актов»[3][21]
- Орден Почёта (12 января 2014)[22]
- Почётный гражданин города Бобруйска (21 июня 2017) — «за многолетнюю плодотворную государственную деятельность, активное участие в общественно-политической жизни города Бобруйска и действенную помощь органам государственного управления и общественным организациям»[23]
- Грамота Исполнительного комитета СНГ (29 января 2018)[24]
- Орден Отечества III степени (5 января 2022) — «за многолетний плодотворный труд в государственных органах, активное участие в общественно-политической жизни страны и реализацию государственной политики»[25]

## Критика
- В 2004, 2006, 2010 и 2020 годах Лидии Ермошиной запрещали въезд на территорию Евросоюза за причастность к фальсификациям итогов выборов[1][5].
- В ответ на критику Ермошиной кандидата в президенты на выборах 2010 года Николая Статкевича, экс-политзаключённый и политолог Сергей Марцелев заявил: «Ермошина беспокоится, потому что Статкевич показал режиму, что он последовательный и, главное, эффективный политик»[26].
- В 2011 году мать бывшего политзаключённого Никиты Лиховида Елена Лиховид заявила, что Лидия Ермошина, назвав женщин, которые активно участвуют в общественной жизни, «скверными матерями» и «плохими жёнами», оскорбила всех матерей Беларуси и само слово «мать»[27]. За высказывание «Этим женщинам делать нечего! Сидели бы дома, борщ варили, а не по площадям шастали» Ермошина была награждена российской антипремией «Сексист года» (2010) в номинации «Женщины против женщин»[28][29].
- В 2016 году один из руководителей кампании «За справедливые выборы» Виктор Корнеенко связывал опасения Ермошиной с тем, что, видимо, она «подспудно понимает, что проводимые по её сценарию „выборы“ рано или поздно обязательно приведут к жёстким протестам»[26].
- 14 июля 2020 года, после отказа в регистрации кандидатов в президенты Виктора Бабарико и Валерия Цепкало на президентских выборах 2020 года, Лидия Ермошина подверглась критике со стороны общественности в связи с нарушением Конституции Республики Беларусь о свободных выборах. В тот же день по всей стране прошли мирные акции протеста в поддержку незарегистрированных кандидатов.
- 15 августа 2020 года, в связи с массовыми протестными акциями по поводу официальных итогов президентских выборов 2020 года, актёр Евгений Крыжановский записал обращение к Ермошиной, заявив: «Сегодня вы стали врагом Беларуси»[30].